# Laurel Hill (Carolina del Norte)
Laurel Hill es un lugar designado por el censo ubicado en el condado de Scotland en el estado estadounidense de Carolina del Norte. La localidad en el año 2010, tenía una población de 1.254 habitantes.

## Geografía
Laurel Hill se encuentra ubicado en las coordenadas 34°48′34.29″N 79°32′43.65″O / 34.8095250, -79.5454583.